# Šako Polumenta

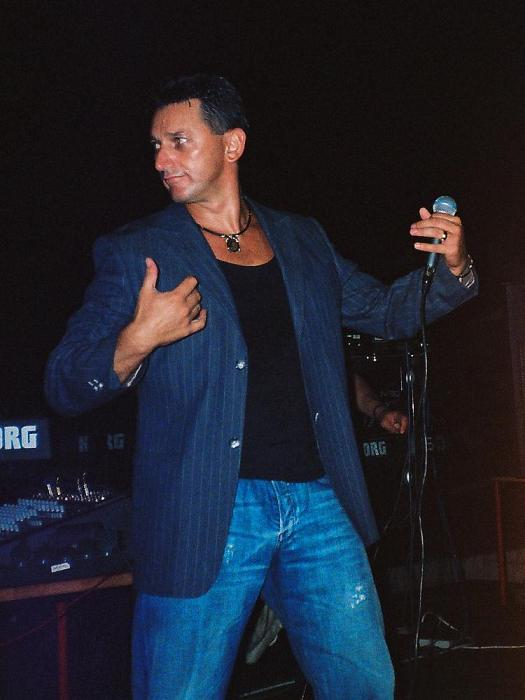
Šako Polumenta

Sakib Polumenta, bekannt als Šako (kyrillisch Шако Полумента; * 27. März 1968 in Bijelo Polje), ist ein montenegrinischer Sänger. 

## Leben
Polumenta ist ein ethnischer Bosniake aus Montenegro und hat drei Kinder. Sein Neffe Dado Polumenta ist ebenfalls ein bekannter Sänger im ehemaligen Jugoslawien. Seine Schwester Azra Polumenta veröffentlichte 2006 ihr erstes Album.
Šako Polumenta brachte sein letztes Album im Jahr 2015 unter dem Namen Sve je samo tren heraus. Sein Musikstil ist dem Turbofolk einzuordnen, der in den Nachfolgestaaten Jugoslawiens sehr populär ist.

## Diskografie

### Studioalben
- 1993: Ej, sudbino
- 1995: Skitnica
- 1997: Hej, ženo
- 1999: Aman, Aman
- 2000: Od ljubavi oslepeo
- 2002: Dišem za tebe
- 2004: Uvijek blizu
- 2006: Karta za budućnost
- 2008: Sanjao sam san...
- 2011: Heroj
- 2015: Sve je samo tren

### Kompilationen
- 2001: Šako Live
- 2005: Najbolje Do Sada
- 2010: Šako i prijatelji

### Singles (Auswahl)
- 1995: I Pod Sjajem Ruzicastih Zvezda
- 2000: Tebi za rodjendan
- 2002: Dišem za tebe
- 2002: E što nisam sunce
- 2002: Eh kad bi ti (Original: Çelik – Cici Kız)
- 2002: Sve Je Laž (Original: Hande Yener – Yalanın Batsın)
- 2008: Ljepša od noći (mit Dado Polumenta)
- 2010: Gde God Pođem Tebi Idem
- 2010: Svjetlo U Tami (Original: Serdar Ortaç – Şeytan)
- 2018: Bonjour (mit Katarina Grujić)